# Eleições presidenciais portuguesas de 2001 no distrito de Coimbra
| Eleições presidenciais portuguesas de 2001 Distritos: Aveiro \| Beja \| Braga \| Bragança \| Castelo Branco \| Coimbra \| Évora \| Faro \| Guarda \| Leiria \| Lisboa \| Portalegre \| Porto \| Santarém \| Setúbal \| Viana do Castelo \| Vila Real \| Viseu \| Açores \| Madeira \| Estrangeiro |

## Resultados por Concelho
Os resultados nos concelhos do Distrito de Coimbra foram os seguintes:

### Arganil
| Candidato               | Candidato                  | Votos  | %               |
| ----------------------- | -------------------------- | ------ | --------------- |
|                         | Jorge Sampaio              | 3 532  | 53,88 / 100,00  |
|                         | Joaquim Ferreira do Amaral | 2 710  | 41,34 / 100,00  |
|                         | Fernando Rosas             | 155    | 2,36 / 100,00   |
|                         | António Abreu              | 92     | 1,40 / 100,00   |
|                         | António Garcia Pereira     | 66     | 1,01 / 100,00   |
| Votos Inválidos         | Votos Inválidos            | 176    | 2,62 / 100,00   |
| Total                   | Total                      | 6 731  | 100,00 / 100,00 |
| Eleitorado/Participação | Eleitorado/Participação    | 12 161 | 55,35 / 100,00  |

### Cantanhede
| Candidato               | Candidato                  | Votos  | %               |
| ----------------------- | -------------------------- | ------ | --------------- |
|                         | Jorge Sampaio              | 7 788  | 48,76 / 100,00  |
|                         | Joaquim Ferreira do Amaral | 7 397  | 46,31 / 100,00  |
|                         | Fernando Rosas             | 324    | 2,03 / 100,00   |
|                         | António Abreu              | 261    | 1,63 / 100,00   |
|                         | António Garcia Pereira     | 203    | 1,27 / 100,00   |
| Votos Inválidos         | Votos Inválidos            | 509    | 3,09 / 100,00   |
| Total                   | Total                      | 16 482 | 100,00 / 100,00 |
| Eleitorado/Participação | Eleitorado/Participação    | 33 308 | 49,48 / 100,00  |

### Coimbra
| Candidato               | Candidato                  | Votos   | %               |
| ----------------------- | -------------------------- | ------- | --------------- |
|                         | Jorge Sampaio              | 36 087  | 59,21 / 100,00  |
|                         | Joaquim Ferreira do Amaral | 18 074  | 29,65 / 100,00  |
|                         | António Abreu              | 3 225   | 5,29 / 100,00   |
|                         | Fernando Rosas             | 2 440   | 4,00 / 100,00   |
|                         | António Garcia Pereira     | 1 125   | 1,85 / 100,00   |
| Votos Inválidos         | Votos Inválidos            | 2 235   | 3,54 / 100,00   |
| Total                   | Total                      | 63 186  | 100,00 / 100,00 |
| Eleitorado/Participação | Eleitorado/Participação    | 126 845 | 49,81 / 100,00  |

### Condeixa-a-Nova
| Candidato               | Candidato                  | Votos  | %               |
| ----------------------- | -------------------------- | ------ | --------------- |
|                         | Jorge Sampaio              | 3 593  | 64,31 / 100,00  |
|                         | Joaquim Ferreira do Amaral | 1 486  | 26,60 / 100,00  |
|                         | António Abreu              | 270    | 4,83 / 100,00   |
|                         | Fernando Rosas             | 153    | 2,74 / 100,00   |
|                         | António Garcia Pereira     | 85     | 1,52 / 100,00   |
| Votos Inválidos         | Votos Inválidos            | 167    | 2,91 / 100,00   |
| Total                   | Total                      | 5 754  | 100,00 / 100,00 |
| Eleitorado/Participação | Eleitorado/Participação    | 11 056 | 52,04 / 100,00  |

### Figueira da Foz
| Candidato               | Candidato                  | Votos  | %               |
| ----------------------- | -------------------------- | ------ | --------------- |
|                         | Jorge Sampaio              | 15 961 | 61,25 / 100,00  |
|                         | Joaquim Ferreira do Amaral | 7 944  | 30,49 / 100,00  |
|                         | António Abreu              | 992    | 3,81 / 100,00   |
|                         | Fernando Rosas             | 739    | 2,84 / 100,00   |
|                         | António Garcia Pereira     | 421    | 1,62 / 100,00   |
| Votos Inválidos         | Votos Inválidos            | 774    | 2,88 / 100,00   |
| Total                   | Total                      | 26 831 | 100,00 / 100,00 |
| Eleitorado/Participação | Eleitorado/Participação    | 55 489 | 48,35 / 100,00  |

### Góis
| Candidato               | Candidato                  | Votos | %               |
| ----------------------- | -------------------------- | ----- | --------------- |
|                         | Jorge Sampaio              | 1 457 | 60,38 / 100,00  |
|                         | Joaquim Ferreira do Amaral | 832   | 34,48 / 100,00  |
|                         | Fernando Rosas             | 55    | 2,28 / 100,00   |
|                         | António Abreu              | 40    | 1,66 / 100,00   |
|                         | António Garcia Pereira     | 29    | 1,20 / 100,00   |
| Votos Inválidos         | Votos Inválidos            | 88    | 3,52 / 100,00   |
| Total                   | Total                      | 2 501 | 100,00 / 100,00 |
| Eleitorado/Participação | Eleitorado/Participação    | 4 567 | 54,76 / 100,00  |

### Lousã
| Candidato               | Candidato                  | Votos  | %               |
| ----------------------- | -------------------------- | ------ | --------------- |
|                         | Jorge Sampaio              | 4 205  | 62,86 / 100,00  |
|                         | Joaquim Ferreira do Amaral | 2 013  | 30,09 / 100,00  |
|                         | Fernando Rosas             | 226    | 3,38 / 100,00   |
|                         | António Abreu              | 163    | 2,44 / 100,00   |
|                         | António Garcia Pereira     | 83     | 1,24 / 100,00   |
| Votos Inválidos         | Votos Inválidos            | 286    | 4,10 / 100,00   |
| Total                   | Total                      | 6 976  | 100,00 / 100,00 |
| Eleitorado/Participação | Eleitorado/Participação    | 12 407 | 56,23 / 100,00  |

### Mira
| Candidato               | Candidato                  | Votos  | %               |
| ----------------------- | -------------------------- | ------ | --------------- |
|                         | Jorge Sampaio              | 2 986  | 52,23 / 100,00  |
|                         | Joaquim Ferreira do Amaral | 2 475  | 43,29 / 100,00  |
|                         | Fernando Rosas             | 117    | 2,05 / 100,00   |
|                         | António Garcia Pereira     | 75     | 1,31 / 100,00   |
|                         | António Abreu              | 64     | 1,12 / 100,00   |
| Votos Inválidos         | Votos Inválidos            | 167    | 2,84 / 100,00   |
| Total                   | Total                      | 5 884  | 100,00 / 100,00 |
| Eleitorado/Participação | Eleitorado/Participação    | 11 785 | 49,93 / 100,00  |

### Miranda do Corvo
| Candidato               | Candidato                  | Votos  | %               |
| ----------------------- | -------------------------- | ------ | --------------- |
|                         | Jorge Sampaio              | 3 344  | 62,27 / 100,00  |
|                         | Joaquim Ferreira do Amaral | 1 699  | 31,64 / 100,00  |
|                         | António Abreu              | 144    | 2,68 / 100,00   |
|                         | Fernando Rosas             | 124    | 2,31 / 100,00   |
|                         | António Garcia Pereira     | 59     | 1,10 / 100,00   |
| Votos Inválidos         | Votos Inválidos            | 178    | 3,21 / 100,00   |
| Total                   | Total                      | 5 548  | 100,00 / 100,00 |
| Eleitorado/Participação | Eleitorado/Participação    | 10 502 | 52,83 / 100,00  |

### Montemor-o-Velho
| Candidato               | Candidato                  | Votos  | %               |
| ----------------------- | -------------------------- | ------ | --------------- |
|                         | Jorge Sampaio              | 6 244  | 63,71 / 100,00  |
|                         | Joaquim Ferreira do Amaral | 2 698  | 27,53 / 100,00  |
|                         | António Abreu              | 432    | 4,41 / 100,00   |
|                         | Fernando Rosas             | 274    | 2,80 / 100,00   |
|                         | António Garcia Pereira     | 153    | 1,56 / 100,00   |
| Votos Inválidos         | Votos Inválidos            | 240    | 2,39 / 100,00   |
| Total                   | Total                      | 10 041 | 100,00 / 100,00 |
| Eleitorado/Participação | Eleitorado/Participação    | 21 715 | 46,24 / 100,00  |

### Oliveira do Hospital
| Candidato               | Candidato                  | Votos  | %               |
| ----------------------- | -------------------------- | ------ | --------------- |
|                         | Jorge Sampaio              | 5 235  | 53,26 / 100,00  |
|                         | Joaquim Ferreira do Amaral | 4 188  | 42,60 / 100,00  |
|                         | Fernando Rosas             | 184    | 1,87 / 100,00   |
|                         | António Abreu              | 130    | 1,32 / 100,00   |
|                         | António Garcia Pereira     | 93     | 0,95 / 100,00   |
| Votos Inválidos         | Votos Inválidos            | 296    | 2,92 / 100,00   |
| Total                   | Total                      | 10 126 | 100,00 / 100,00 |
| Eleitorado/Participação | Eleitorado/Participação    | 19 259 | 52,58 / 100,00  |

### Pampilhosa da Serra
| Candidato               | Candidato                  | Votos | %               |
| ----------------------- | -------------------------- | ----- | --------------- |
|                         | Jorge Sampaio              | 1 341 | 50,80 / 100,00  |
|                         | Joaquim Ferreira do Amaral | 1 187 | 44,96 / 100,00  |
|                         | Fernando Rosas             | 47    | 1,78 / 100,00   |
|                         | António Abreu              | 37    | 1,40 / 100,00   |
|                         | António Garcia Pereira     | 28    | 1,06 / 100,00   |
| Votos Inválidos         | Votos Inválidos            | 47    | 1,75 / 100,00   |
| Total                   | Total                      | 2 687 | 100,00 / 100,00 |
| Eleitorado/Participação | Eleitorado/Participação    | 5 281 | 50,88 / 100,00  |

### Penacova
| Candidato               | Candidato                  | Votos  | %               |
| ----------------------- | -------------------------- | ------ | --------------- |
|                         | Jorge Sampaio              | 3 749  | 53,73 / 100,00  |
|                         | Joaquim Ferreira do Amaral | 2 867  | 41,09 / 100,00  |
|                         | António Abreu              | 173    | 2,48 / 100,00   |
|                         | Fernando Rosas             | 121    | 1,73 / 100,00   |
|                         | António Garcia Pereira     | 68     | 0,97 / 100,00   |
| Votos Inválidos         | Votos Inválidos            | 168    | 2,35 / 100,00   |
| Total                   | Total                      | 7 146  | 100,00 / 100,00 |
| Eleitorado/Participação | Eleitorado/Participação    | 14 354 | 49,78 / 100,00  |

### Penela
| Candidato               | Candidato                  | Votos | %               |
| ----------------------- | -------------------------- | ----- | --------------- |
|                         | Jorge Sampaio              | 1 411 | 48,52 / 100,00  |
|                         | Joaquim Ferreira do Amaral | 1 373 | 47,21 / 100,00  |
|                         | Fernando Rosas             | 56    | 1,93 / 100,00   |
|                         | António Abreu              | 34    | 1,17 / 100,00   |
|                         | António Garcia Pereira     | 34    | 1,17 / 100,00   |
| Votos Inválidos         | Votos Inválidos            | 96    | 3,20 / 100,00   |
| Total                   | Total                      | 3 004 | 100,00 / 100,00 |
| Eleitorado/Participação | Eleitorado/Participação    | 5 756 | 52,19 / 100,00  |

### Soure
| Candidato               | Candidato                  | Votos  | %               |
| ----------------------- | -------------------------- | ------ | --------------- |
|                         | Jorge Sampaio              | 5 968  | 67,32 / 100,00  |
|                         | Joaquim Ferreira do Amaral | 2 306  | 26,01 / 100,00  |
|                         | António Abreu              | 303    | 3,42 / 100,00   |
|                         | Fernando Rosas             | 187    | 2,11 / 100,00   |
|                         | António Garcia Pereira     | 101    | 1,14 / 100,00   |
| Votos Inválidos         | Votos Inválidos            | 282    | 3,08 / 100,00   |
| Total                   | Total                      | 9 147  | 100,00 / 100,00 |
| Eleitorado/Participação | Eleitorado/Participação    | 18 815 | 48,62 / 100,00  |

### Tábua
| Candidato               | Candidato                  | Votos  | %               |
| ----------------------- | -------------------------- | ------ | --------------- |
|                         | Jorge Sampaio              | 2 968  | 55,92 / 100,00  |
|                         | Joaquim Ferreira do Amaral | 2 059  | 38,79 / 100,00  |
|                         | Fernando Rosas             | 135    | 2,54 / 100,00   |
|                         | António Abreu              | 90     | 1,70 / 100,00   |
|                         | António Garcia Pereira     | 56     | 1,06 / 100,00   |
| Votos Inválidos         | Votos Inválidos            | 209    | 3,78 / 100,00   |
| Total                   | Total                      | 5 517  | 100,00 / 100,00 |
| Eleitorado/Participação | Eleitorado/Participação    | 10 818 | 51,00 / 100,00  |

### Vila Nova de Poiares
| Candidato               | Candidato                  | Votos | %               |
| ----------------------- | -------------------------- | ----- | --------------- |
|                         | Jorge Sampaio              | 1 441 | 52,42 / 100,00  |
|                         | Joaquim Ferreira do Amaral | 1 133 | 41,21 / 100,00  |
|                         | Fernando Rosas             | 73    | 2,66 / 100,00   |
|                         | António Abreu              | 67    | 2,44 / 100,00   |
|                         | António Garcia Pereira     | 35    | 1,27 / 100,00   |
| Votos Inválidos         | Votos Inválidos            | 124   | 4,32 / 100,00   |
| Total                   | Total                      | 2 873 | 100,00 / 100,00 |
| Eleitorado/Participação | Eleitorado/Participação    | 5 740 | 50,05 / 100,00  |